# Quionga
Quionga (Kionga) ist ein Ort im äußersten Nordosten Mosambiks.

## Geographie
Quionga liegt am Südufer der Baía de Quionga (Kiongabucht), zwischen dem Kap Delgado im Süden und der Mündung des Rovuma, des Grenzflusses zu Tansania, in den Indischen Ozean. Der Ort gehört zum Distrikt Palma in der Provinz Cabo Delgado und bildet einen eigenen Verwaltungsposten (Postos administrativos). In Quionga lebten beim letzten Zensus 2.456 Menschen. Die nächste größere Stadt ist Palma, etwa 7 Kilometer südlich von Quionga.

## Geschichte
Das Gebiet des Kionga-Dreieck, das nach dem Ort benannt wurde, war zwischen den beiden Kolonialreichen Portugal und dem Deutschen Reich umstritten. 1916 besetzten die Portugiesen das Gebiet im Verlauf des Ersten Weltkrieges, in dem zuvor ein deutscher Außenposten lag. Mit dem Vertrag von Versailles wurde das Kionga-Dreieck endgültig Portugal zugesprochen. 1920 wurde es in die Kolonie Portugiesisch-Ostafrika integriert.